# Ян «Носек» Кміта
Ян «Носек» Кміта з Собеня (д/н — 1458/1460) — державний та військовий діяч, урядник королівства Польського.

## Життєпис
Походив з польського шляхетського роду Кміт гербу Шренява. Син Миколая Кміти, каштеляна перемишльського, та Малгожати Михаловської. Вперше згадується у 1438 році, коли судився в Саноку. Водночас стає прихильником руситського руху в Польщі. У 1439 році доєднався до гуситської конфедерації Спитка з Мельштина. 4 травня того ж року брав участь у Битві під Гротніками, де польські гусити зазнали поразки. Після цього тривалий час не обіймав жодного уряду.
Спільно з батьком займався майновими питаннями в Саноцькому старостві. При цьому продовжив контакти з представниками гуситів, зокрема Яном Куропатвою, підкоморієм люблінським, Яном Загоржаном, каштеляном завихойським, Станіславом Пенязкою, старостою краківським. Під час безкоролів'я разом з ними та іншими союзниками намагався вплинути на майбутнього короля Казимира Ягеллончика щодо розширення прав шляхти та релігійної терпимості.
Між 1447 та 1449 році оженився на представниці роду Вонтробків-Стшелецьких, отримавши чималий посаг у Люблінському та Сандомірському воєводствах. У 1448 році отримав посаду каштеляна перемишльського, а 1449 року — каштеляна львівського. На цих посадах супроводжував Казимира IV поїздкою Руським воєводством та Поділлям.
У 1451 році брав участь у конфлікті з великим князівством Литовським за Волинь. Того ж року брав участь у обороні земель руського воєводства від нападів татар та молдаван. Був учасником краківського сеймику, де обговорювалося приєднання Поділля та Волині до Польщі. У 1453 році був одним з посланців до князівства Молдова. У 1456 році вів судову суперечку за маєтності Бахір і Собєн з небожами Миколаєм та Станіславом. Помер 2 червня 1458 року або 29 квітня 1460 року.

## Родина
Дружина — Марта Бахова з роду Вонтробків-Стшелецьких
Діти:
- Ян (д/н—1484)
- Пйотр (бл. 1442—1505), воєвода краківський
- Миколай (д/н—бл. 1485)
- Станіслав (бл. 1450—1511), воєвода руський
- Анджей (д/н—1493/1494), староста белзький
- Барбара, дружина Яна Войтиського